# José Maestre Pérez
José Maestre Pérez (Monòver, 31 d'agost de 1866 - Madrid, 26 de març de 1933) va ser un metge i polític espanyol, titular de diferents ministeris durant el regnat d'Alfons XIII.

## Trajectòria
Després d'exercir la medicina en explotacions mineres de Cartagena inicia la seva carrera política en el si del Partit Liberal Conservador obtenint un escó de senador per Múrcia en 1905. Entre 1907 i 1914 obtindrà un escó en el Congrés dels Diputats per la mateixa circumscripció electoral, sent designat finalment senador vitalici en 1919.
Va ser ministre de Proveïments entre el 17 d'abril i el 20 de juliol de 1919 en el gabinet que va presidir Antonio Maura amb qui tornaria a participar en un altre govern quan, entre el 14 d'agost de 1921 i el 8 de març de 1922, quan va ser nomenat ministre de Foment.
Va ser així mateix governador del Banc d'Espanya en 1921.